# Giboni
Giboni (znanstveno ime Hylobatidae) so brezrepe opice z dolgimi rokami. So najmlajši predstavniki skupine brezrepih opic. Skoraj vse življenje preživijo v drevesnih krošnjah, kjer se navadno družijo v manjše družinske skupine. Sporazumevajo se z glasnimi kriki.